# Championnats d'Europe juniors d'athlétisme 1973, résultats détaillés
Les Championnats d'Europe juniors d'athlétisme 1973 se sont déroulés à Duisbourg, en Allemagne de l'Ouest.
Voici les résultats détaillés.
| Courses: 100 m - 200 m - 400 m - 800 m - 1 500 m - 3 000 m - 5 000 m Obstacles: 100 m haies - 110 m haies - 400 m haies - 2 000 m steeple Marche: 10 000 m marche Sauts: Hauteur - Longueur - Triple saut - Perche Lancers: Javelot - Disque - Poids - Marteau Relais: 4 × 100 m - 4 × 400 m Epreuves combinées: Décathlon - Pentathlon Tableau des médailles - Liens externes |

## Résultats

### 100m
| Rang | Pays                 | Athlète             | Temps   |
| ---- | -------------------- | ------------------- | ------- |
| 1    | RDA                  | Klaus-Dieter Kurrat | 10 s 42 |
| 2    | Bulgarie             | Petar Petrov        | 10 s 49 |
| 3    | Pologne              | Jerzy Wieczorek     | 10 s 59 |
| 4    | RDA                  | Andreas Kuhne       | 10 s 60 |
| 5    | Allemagne de l'Ouest | Helmut Leibner      | 10 s 60 |
| 6    | France               | Serge Dalbon        | 10 s 65 |
| 7    | Hongrie              | Endrea Lepold       | 10 s 65 |
| 8    | Royaume-Uni          | Gareth Edwards      | 10 s 74 |

| Rang | Pays        | Athlète            | Temps   |
| ---- | ----------- | ------------------ | ------- |
| 1    | Royaume-Uni | Sonia Lannaman     | 11 s 73 |
| 2    | France      | Nadine Goletto     | 11 s 77 |
| 3    | RDA         | Jutta Fernys       | 11 s 80 |
| 4    | RDA         | Heidrun Nagorka    | 11 s 86 |
| 5    | Bulgarie    | Lilyana Panayotova | 11 s 90 |
| 6    | Royaume-Uni | Barbara Martin     | 11 s 91 |
| 7    | Hongrie     | Zsuzsa Karoly      | 12 s 12 |
| 8    | France      | Michèle Chardonnet | 12 s 18 |

### 200m
| Rang | Pays                 | Athlète             | Temps   |
| ---- | -------------------- | ------------------- | ------- |
| 1    | RDA                  | Klaus-Dieter Kurrat | 21 s 01 |
| 2    | Bulgarie             | Petar Petrov        | 21 s 12 |
| 3    | Pologne              | Jerzy Wieczorek     | 21 s 20 |
| 4    | Allemagne de l'Ouest | Klaus-Gunther Lemke | 21 s 33 |
| 5    | Pologne              | Grzegorz Madry      | 21 s 47 |
| 6    | Suisse               | Franco Fahndrich    | 21 s 49 |
| 7    | Hongrie              | Endre Lepold        | 21 s 68 |
| 8    | France               | Gilles Douezi       | 21 s 68 |

| Rang | Pays                 | Athlète            | Temps   |
| ---- | -------------------- | ------------------ | ------- |
| 1    | RDA                  | Bärbel Eckert      | 22 s 85 |
| 2    | Hongrie              | Ildiko Szabo       | 23 s 62 |
| 3    | Allemagne de l'Ouest | Elfriede Meierholz | 23 s 66 |
| 4    | Bulgarie             | Lilyana Panayotova | 23 s 73 |
| 5    | RDA                  | Jutta Fernys       | 24 s 01 |
| 6    | Yougoslavie          | Vera Veljanovska   | 24 s 24 |
| 7    | Royaume-Uni          | Donna Murray       | 24 s 28 |
| 8    | Royaume-Uni          | Wendy Hill         | 24 s 44 |

### 400m
| Rang | Pays             | Athlète            | Temps   |
| ---- | ---------------- | ------------------ | ------- |
| 1    | Belgique         | Alfons Brijdenbach | 45 s 86 |
| 2    | RDA              | Jurgen Utikal      | 46 s 73 |
| 3    | RDA              | Dietmar Krug       | 46 s 81 |
| 4    | Royaume-Uni      | Glen Cohen         | 46 s 95 |
| 5    | Royaume-Uni      | Roger Jenkins      | 47 s 70 |
| 6    | Pologne          | Janusz Wysocki     | 47 s 74 |
| 7    | Union soviétique | Gennadiy Ivanov    | 47 s 81 |
| 8    | Norvège          | Stein-Are Agledal  | 48 s 26 |

| Rang | Pays                 | Athlète           | Temps   |
| ---- | -------------------- | ----------------- | ------- |
| 1    | RDA                  | Bettine Wolfrum   | 53 s 28 |
| 2    | Suède                | Anna Larsson      | 53 s 34 |
| 3    | Belgique             | Rosine Wallez     | 53 s 68 |
| 4    | Pologne              | Bernarda Zalewska | 54 s 19 |
| 5    | Allemagne de l'Ouest | Elke Barth        | 54 s 24 |
| 6    | RDA                  | Waltraud Kampf    | 54 s 54 |
| 7    | Royaume-Uni          | Susan Pettett     | 54 s 85 |
| 8    | Union soviétique     | Galina Denisova   | 54 s 96 |

### 800m
| Rang | Pays                 | Athlète        | Performance   |
| ---- | -------------------- | -------------- | ------------- |
| 1    | Royaume-Uni          | Steve Ovett    | 1 min 47 s 53 |
| 2    | Allemagne de l'Ouest | Willi Wulbeck  | 1 min 47 s 57 |
| 3    | RDA                  | Erwin Gohlke   | 1 min 47 s 83 |
| 4    | Belgique             | Ivo Van Damme  | 1 min 48 s 16 |
| 5    | Hongrie              | Janos Hrenek   | 1 min 48 s 89 |
| 6    | Pologne              | Feliks Wawrzon | 1 min 49 s 71 |
| 7    | Royaume-Uni          | Anthony Dyke   | 1 min 49 s 87 |
| 8    | France               | José Marajo    | 1 min 50 s 81 |

| Rang | Pays                 | Athlète               | Performance   |
| ---- | -------------------- | --------------------- | ------------- |
| 1    | RDA                  | Anita Barkusky        | 2 min 03 s 30 |
| 2    | Royaume-Uni          | Lesley Kiernan        | 2 min 03 s 66 |
| 3    | Union soviétique     | Nadezhda Zabozhko     | 2 min 03 s 83 |
| 4    | RDA                  | Marina Schiller       | 2 min 04 s 18 |
| 5    | Bulgarie             | Rossitza Pekhlivanova | 2 min 04 s 47 |
| 6    | Pologne              | Jolanta Januchta      | 2 min 04 s 48 |
| 7    | Allemagne de l'Ouest | Ute Fischer           | 2 min 04 s 91 |
| 8    | Italie               | Gabriella Dorio       | 2 min 05 s 09 |

### 1 500m
| Rang | Pays                 | Athlète               | Performance   |
| ---- | -------------------- | --------------------- | ------------- |
| 1    | Roumanie             | Gheorghe Ghipu        | 3 min 45 s 78 |
| 2    | Roumanie             | Nicolae Onescu        | 3 min 46 s 07 |
| 3    | Suisse               | Bernhard Vifian       | 3 min 46 s 70 |
| 4    | Belgique             | Marc Nevens           | 3 min 47 s 36 |
| 5    | Union soviétique     | Konstantin Ustinovich | 3 min 49 s 50 |
| 6    | Danemark             | Ruben Sorensen        | 3 min 50 s 44 |
| 7    | Union soviétique     | Valentin Duda         | 3 min 50 s 57 |
| 8    | Allemagne de l'Ouest | Karl Fleschen         | 3 min 53 s 21 |

| Rang | Pays        | Athlète          | Performance   |
| ---- | ----------- | ---------------- | ------------- |
| 1    | Suède       | Inger Knutsson   | 4 min 07 s 47 |
| 2    | RDA         | Doris Gluth      | 4 min 16 s 96 |
| 3    | RDA         | Veronika Hansen  | 4 min 17 s 32 |
| 4    | Espagne     | Carmen Valero    | 4 min 18 s 25 |
| 5    | Royaume-Uni | Mary Stewart     | 4 min 18 s 52 |
| 6    | Yougoslavie | Ljiljana Susnjar | 4 min 19 s 50 |
| 7    | Danemark    | Loa Olafsson     | 4 min 19 s 90 |
| 8    | Belgique    | Marleen Mols     | 4 min 23 s 09 |

### 3 000m
| Rang | Pays                 | Athlète              | Performance  |
| ---- | -------------------- | -------------------- | ------------ |
| 1    | Allemagne de l'Ouest | Hans-Jurgen Orthmann | 8 min 03 s 4 |
| 2    | RDA                  | Klaus-Peter Weippert | 8 min 03 s 6 |
| 3    | Union soviétique     | Ulo Kriisa           | 8 min 04 s 6 |
| 4    | Norvège              | Stig-Roar Husby      | 8 min 05 s 0 |
| 5    | Royaume-Uni          | Kevin Steere         | 8 min 06 s 4 |
| 6    | France               | Jean-Luc Lemire      | 8 min 09 s 6 |
| 7    | Allemagne de l'Ouest | Ulrich Betz          | 8 min 10 s 2 |
| 8    | Royaume-Uni          | Michael Kearns       | 8 min 13 s 6 |

### 5 000 m
| Rang | Pays                 | Athlète           | Temps         |
| ---- | -------------------- | ----------------- | ------------- |
| 1    | Espagne              | Fernando Cerrada  | 14 min 01 s 8 |
| 2    | Union soviétique     | Enn Sellik        | 14 min 11 s 8 |
| 3    | Union soviétique     | Nikolay Radostyev | 14 min 16 s 0 |
| 4    | Allemagne de l'Ouest | Michael Lederer   | 14 min 23 s 6 |
| 5    | Autriche             | Dietmar Millonig  | 14 min 25 s 0 |
| 6    | Allemagne de l'Ouest | Gunter Korb       | 14 min 25 s 6 |
| 7    | Suisse               | Markus Ryffel     | 14 min 26 s 8 |
| 8    | Royaume-Uni          | Lawrence Reilly   | 14 min 27 s 0 |

### 10 000 m marche
| Rang | Pays                 | Athlète             | Performance   |
| ---- | -------------------- | ------------------- | ------------- |
| 1    | RDA                  | Hartwig Gauder      | 44 min 13 s 6 |
| 2    | Bulgarie             | Evgeni Semerdzhiev  | 44 min 41 s 6 |
| 3    | Italie               | Angelo Di Chio      | 45 min 31 s 4 |
| 4    | Tchécoslovaquie      | Milan Vala          | 45 min 42 s 6 |
| 5    | Pologne              | Jaroslaw Kazmierski | 46 min 35 s 4 |
| 6    | Suède                | Arne Nilsson        | 47 min 08 s 2 |
| 7    | Italie               | Vittorio Canini     | 47 min 24 s 6 |
| 8    | Allemagne de l'Ouest | Hans Goggelmann     | 47 min 32 s 8 |

### 110 m haies/100mhaies
| Rang | Pays                 | Athlète             | Temps   |
| ---- | -------------------- | ------------------- | ------- |
| 1    | Union soviétique     | Vyacheslav Naydenko | 14 s 42 |
| 2    | Allemagne de l'Ouest | Volker Warbende     | 14 s 43 |
| 3    | Royaume-Uni          | Angus Mckenzie      | 14 s 46 |
| 4    | RDA                  | Thomas Dittrich     | 14 s 48 |
| 5    | France               | Yanick Vesin        | 14 s 49 |
| 6    | Bulgarie             | Emil Kaloyanov      | 14 s 63 |
| 7    | Espagne              | Gerardo Calleja     | 14 s 66 |
| 8    | Allemagne de l'Ouest | Hans-Walter Schmitt | 14 s 95 |

| Rang | Pays                 | Athlète           | Temps   |
| ---- | -------------------- | ----------------- | ------- |
| 1    | RDA                  | Bärbel Eckert     | 13 s 14 |
| 2    | France               | Chantal Rega      | 13 s 38 |
| 3    | RDA                  | Gudrun Berend     | 13 s 43 |
| 4    | Pologne              | Iwona Dega        | 13 s 50 |
| 5    | Allemagne de l'Ouest | Silvia Kawel      | 13 s 68 |
| 6    | Pologne              | Bozena Nowakowska | 13 s 78 |
| 7    | Union soviétique     | Nina Morgulina    | 13 s 85 |
| 8    | Union soviétique     | Irina Kornayeva   | 13 s 93 |

### 400mhaies
| Rang | Pays             | Athlète           | Temps       |
| ---- | ---------------- | ----------------- | ----------- |
| 1    | Pologne          | Jerzy Pietrzyk    | 50 s 07     |
| 2    | RDA              | Fedor Ekelmann    | 50 s 88     |
| 3    | Union soviétique | Vladimir Nagaynik | 51 s 10     |
| 4    | Belgique         | Henri Lessire     | 51 s 91     |
| 5    | Royaume-Uni      | Stephen James     | 52 s 51     |
| 6    | Espagne          | Marceliano Ruiz   | 52 s 61     |
| 7    | Roumanie         | Iosif Korodi      | 53 s 81     |
| 0    | Hongrie          | Jozsef Arendas    | disqualifié |

### 2 000 m steeple
| Rang | Pays                 | Athlète               | Performance   |
| ---- | -------------------- | --------------------- | ------------- |
| 1    | RDA                  | Frank Baumgartl       | 5 min 28 s 14 |
| 2    | Bulgarie             | Vladimir Kanev        | 5 min 28 s 36 |
| 3    | Suède                | Magnus Tellander      | 5 min 32 s 66 |
| 4    | Union soviétique     | Aleksandr Beklemeshev | 5 min 37 s 88 |
| 5    | Autriche             | Peter Lindtner        | 5 min 37 s 93 |
| 6    | Allemagne de l'Ouest | Gerhard Kramer        | 5 min 38 s 30 |
| 7    | Allemagne de l'Ouest | Oskar Huber           | 5 min 40 s 87 |
| 8    | Royaume-Uni          | David Long            | 5 min 41 s 27 |

### Saut en hauteur
| Rang | Pays                 | Athlète               | Hauteur |
| ---- | -------------------- | --------------------- | ------- |
| 1    | France               | Frank Bonnet          | 2,14 m  |
| 2    | Union soviétique     | Serhiy Senyukov       | 2,14 m  |
| 3    | Italie               | Giordano Ferrari      | 2,12 m  |
| 4    | Allemagne de l'Ouest | Jurgen Lichtenberg    | 2,10 m  |
| 4    | Espagne              | Martin Perarnau       | 2,10 m  |
| 6    | Pologne              | Wlodzimierz Perka     | 2,07 m  |
| 6    | Belgique             | Guy Moreau            | 2,07 m  |
| 8    | Allemagne de l'Ouest | Hans-Jorg Wildforster | 2,04 m  |
| 8    | Union soviétique     | Viktor Kashcheyev     | 2,04 m  |
| 8    | Espagne              | Daniel Gonzalez       | 2,04 m  |
| 8    | Belgique             | William Nachtegael    | 2,04 m  |

| Rang | Pays                 | Athlète          | Hauteur |
| ---- | -------------------- | ---------------- | ------- |
| 1    | Allemagne de l'Ouest | Ellen Mundinger  | 1,82 m  |
| 2    | Pays-Bas             | Annemieke Bouma  | 1,80 m  |
| 2    | Allemagne de l'Ouest | Ulrike Meyfarth  | 1,80 m  |
| 4    | Hongrie              | Andrea Matay     | 1,78 m  |
| 5    | Tchécoslovaquie      | Marie Severynova | 1,76 m  |
| 5    | Tchécoslovaquie      | Vera Bradacova   | 1,76 m  |
| 7    | Union soviétique     | Nadezhda Oskolok | 1,73 m  |
| 7    | Royaume-Uni          | Carol Mathers    | 1,73 m  |
| 7    | Suède                | Ann-Eva Karlsson | 1,73 m  |

### Saut en longueur
| Rang | Pays                 | Athlète               | Distance |
| ---- | -------------------- | --------------------- | -------- |
| 1    | RDA                  | Frank Wartenberg      | 7,85 m   |
| 2    | Allemagne de l'Ouest | Jochen Verschl        | 7,59 m   |
| 3    | France               | Jean-Hervé Stievenart | 7,54 m   |
| 4    | Italie               | Maurizio Siega        | 7,51 m   |
| 5    | Union soviétique     | Yuriy Zvezdin         | 7,51 m   |
| 6    | Pologne              | Leszek Seweryn        | 7,46 m   |
| 7    | France               | Philippe Deroche      | 7,39 m   |
| 8    | Tchécoslovaquie      | Jaroslav Krivka       | 7,36 m   |

| Rang | Pays                 | Athlète             | Distance |
| ---- | -------------------- | ------------------- | -------- |
| 1    | RDA                  | Heidemarie Anders   | 6,36 m   |
| 2    | Allemagne de l'Ouest | Gunhild Hetzel      | 6,28 m   |
| 3    | Roumanie             | Doina Spinu         | 6,28 m   |
| 4    | Allemagne de l'Ouest | Cilly Lemkamp       | 6,17 m   |
| 5    | France               | Jacqueline Curtet   | 6,14 m   |
| 6    | Bulgarie             | Nelli Georgieva     | 5,99 m   |
| 7    | Union soviétique     | Olga Rukavishnikova | 5,96 m   |
| 8    | Pologne              | Grazyna Jarzab      | 5,85 m   |

### Triple saut
| Rang | Pays                 | Athlète               | Distance |
| ---- | -------------------- | --------------------- | -------- |
| 1    | RDA                  | Lothar Gora           | 16,29 m  |
| 2    | Espagne              | Ramon Cid             | 16,06 m  |
| 3    | France               | Jean-Hervé Stievenart | 15,82 m  |
| 4    | Pologne              | Marek Radtke          | 15,73 m  |
| 5    | Allemagne de l'Ouest | Wolfgang Kolmsee      | 15,61 m  |
| 6    | Yougoslavie          | Janos Hegedis         | 15,47 m  |
| 7    | Pays-Bas             | Roy Sedoc             | 15,39 m  |
| 8    | Union soviétique     | Vladimir Brigadnyi    | 15,16 m  |

### Saut à la perche
| Rang | Pays                 | Athlète            | Hauteur |
| ---- | -------------------- | ------------------ | ------- |
| 1    | Union soviétique     | Sergey Krivozub    | 5,00 m  |
| 2    | France               | Bruno Sestier      | 4,80 m  |
| 3    | Suède                | Roger Thorstensson | 4,65 m  |
| 3    | Italie               | Giampaolo Gaspari  | 4,65 m  |
| 5    | Allemagne de l'Ouest | Wolfgang Lieber    | 4,50 m  |
| 5    | Bulgarie             | Spass Kossev       | 4,50 m  |
| 5    | Grèce                | Dimitrios Kytteas  | 4,50 m  |
| 5    | Bulgarie             | Vesselin Tsonev    | 4,50 m  |

### Lancer du javelot
| Rang | Pays                 | Athlète          | Distance |
| ---- | -------------------- | ---------------- | -------- |
| 1    | RDA                  | Gerd Elze        | 75,86 m  |
| 2    | Roumanie             | Gheorghe Megelea | 74,68 m  |
| 3    | Danemark             | Bent Larsen      | 73,46 m  |
| 4    | Royaume-Uni          | Charles Clover   | 72,10 m  |
| 5    | Allemagne de l'Ouest | Herbert Bock     | 70,34 m  |
| 6    | Grèce                | Georgios Mylonas | 69,16 m  |
| 7    | Bulgarie             | Kosta Denichev   | 68,50 m  |
| 8    | Bulgarie             | Vassil Angelov   | 65,82 m  |

| Rang | Pays                 | Athlète            | Distance |
| ---- | -------------------- | ------------------ | -------- |
| 1    | Bulgarie             | Tonya Khristova    | 54,84 m  |
| 2    | RDA                  | Anneliese Kopsch   | 52,94 m  |
| 3    | Pologne              | Maria Jablonska    | 50,44 m  |
| 4    | Allemagne de l'Ouest | Ursula Pietschmann | 46,80 m  |
| 5    | Union soviétique     | Natalya Khusaynova | 46,56 m  |
| 6    | Hongrie              | Zsuzsa Jozsa       | 46,34 m  |
| 7    | Union soviétique     | Maret Ints         | 45,70 m  |
| 8    | Yougoslavie          | Sofija Sipovac     | 44,38 m  |

### Lancer du disque
| Rang | Pays                 | Athlète             | Distance |
| ---- | -------------------- | ------------------- | -------- |
| 1    | RDA                  | Wolfgang Schmidt    | 58,16 m  |
| 2    | Suède                | Kenth Gardenkrans   | 56,84 m  |
| 3    | Union soviétique     | Nikolay Vikhor      | 56,84 m  |
| 4    | Pologne              | Andrzej Bejrowski   | 53,22 m  |
| 5    | Tchécoslovaquie      | Dalibor Vasicek     | 53,12 m  |
| 6    | Union soviétique     | Gennadiy Tishchenko | 53,12 m  |
| 7    | Italie               | Massimo Botti       | 52,46 m  |
| 8    | Allemagne de l'Ouest | Hubert Berger       | 50,36 m  |

| Rang | Pays                 | Athlète          | Distance |
| ---- | -------------------- | ---------------- | -------- |
| 1    | RDA                  | Evelyn Schlaak   | 60,00 m  |
| 2    | RDA                  | Ilona Schoknecht | 52,92 m  |
| 3    | Pologne              | Danuta Cymer     | 51,12 m  |
| 4    | Roumanie             | Florenta Ionescu | 50,74 m  |
| 5    | Pologne              | Canuta Grajzarek | 50,40 m  |
| 6    | Roumanie             | Mariana Nan      | 48,06 m  |
| 7    | Yougoslavie          | Metka Papler     | 45,94 m  |
| 8    | Allemagne de l'Ouest | Sylvia Werth     | 41,56 m  |

### Lancer du poids
| Rang | Pays                 | Athlète               | Distance |
| ---- | -------------------- | --------------------- | -------- |
| 1    | RDA                  | Udo Beyer             | 19,65 m  |
| 2    | RDA                  | Wolfgang Schmidt      | 18,45 m  |
| 3    | Pologne              | Mieczyslaw Breczewski | 17,42 m  |
| 4    | Union soviétique     | Vladimir Khmelidze    | 17,11 m  |
| 5    | Suède                | Kenth Gardenkrans     | 16,69 m  |
| 6    | Allemagne de l'Ouest | Joachim Tremmel       | 16,50 m  |
| 7    | France               | Dominique Geleyn      | 16,48 m  |
| 8    | Tchécoslovaquie      | Dalibor Vasicek       | 16,00 m  |

| Rang | Pays                 | Athlète               | Distance |
| ---- | -------------------- | --------------------- | -------- |
| 1    | RDA                  | Ilona Schoknecht      | 17,05 m  |
| 2    | RDA                  | Marina Hein           | 16,97 m  |
| 3    | Bulgarie             | Ruska Dzhendova       | 16,21 m  |
| 4    | Union soviétique     | Nunu Abashidze        | 15,27 m  |
| 5    | Union soviétique     | Galina Kukhtina       | 15,16 m  |
| 6    | Italie               | Cinzia Petrucci       | 14,62 m  |
| 7    | Bulgarie             | Verzhinia Vesselinova | 14,61 m  |
| 8    | Allemagne de l'Ouest | Regina Heling         | 13,44 m  |

### Lancer du marteau
| Rang | Pays                 | Athlète            | Distance |
| ---- | -------------------- | ------------------ | -------- |
| 1    | Union soviétique     | Youri Sedykh       | 67,32 m  |
| 2    | Union soviétique     | Pavel Ryepin       | 63,58 m  |
| 3    | RDA                  | Manfred Sens       | 62,06 m  |
| 4    | Allemagne de l'Ouest | Klaus Ploghaus     | 59,72 m  |
| 5    | France               | Gérard Steunou     | 58,86 m  |
| 6    | Royaume-Uni          | Eric Berry         | 57,22 m  |
| 7    | Tchécoslovaquie      | Jiri Chamrad       | 57,08 m  |
| 8    | Grèce                | Vassilios Magganas | 55,64 m  |

### 4 ×100mrelais
| Rang | Pays                      | Athlètes | Temps   |
| ---- | ------------------------- | -------- | ------- |
| 1    | RDA Klaus-Dieter Kurrat … |          | 40 s 03 |
| 2    | France                    |          | 40 s 26 |
| 3    | Allemagne de l'Ouest      |          | 40 s 66 |
| 4    | Pologne                   |          | 40 s 75 |
| 5    | Bulgarie                  |          | 40 s 79 |
| 6    | Hongrie                   |          | 41 s 08 |
| 7    | Royaume-Uni               |          | 41 s 12 |
| 8    | Italie                    |          | 41 s 34 |

| Rang | Pays                 | Athlètes | Temps   |
| ---- | -------------------- | -------- | ------- |
| 1    | RDA                  |          | 44 s 37 |
| 2    | Allemagne de l'Ouest |          | 45 s 27 |
| 3    | Royaume-Uni          |          | 45 s 38 |
| 4    | France               |          | 45 s 57 |
| 5    | Hongrie              |          | 45 s 79 |
| 6    | Danemark             |          | 46 s 76 |
| 7    | Belgique             |          | 47 s 00 |

### 4 ×400mrelais
| Rang | Pays                 | Athlètes | Temps         |
| ---- | -------------------- | -------- | ------------- |
| 1    | RDA                  |          | 3 min 06 s 77 |
| 2    | Pologne              |          | 3 min 07 s 09 |
| 3    | Royaume-Uni          |          | 3 min 07 s 29 |
| 4    | Union soviétique     |          | 3 min 09 s 28 |
| 5    | Allemagne de l'Ouest |          | 3 min 10 s 26 |
| 6    | France               |          | 3 min 13 s 90 |
| 7    | Hongrie              |          | 3 min 15 s 53 |
| 8    | Italie               |          | 3 min 17 s 24 |

| Rang | Pays                 | Athlètes | Temps         |
| ---- | -------------------- | -------- | ------------- |
| 1    | RDA                  |          | 3 min 34 s 35 |
| 2    | Royaume-Uni          |          | 3 min 36 s 98 |
| 3    | Pologne              |          | 3 min 37 s 03 |
| 4    | Allemagne de l'Ouest |          | 3 min 39 s 19 |
| 5    | Suède                |          | 3 min 40 s 01 |
| 6    | Roumanie             |          | 3 min 40 s 46 |

### Décathlon/Pentathlon
| Rang | Pays                 | Athlète             | Points    |
| ---- | -------------------- | ------------------- | --------- |
| 1    | Union soviétique     | Vladimir Buryakov   | 7 554 pts |
| 2    | Allemagne de l'Ouest | Dieter Leyckes      | 7 371 pts |
| 3    | Allemagne de l'Ouest | Claus Marek         | 7 370 pts |
| 4    | RDA                  | Siegfried Stark     | 7 200 pts |
| 5    | Danemark             | Erling Hansen       | 7 175 pts |
| 6    | Pologne              | Marek Cisowski      | 7 050 pts |
| 7    | Bulgarie             | Rumen Markov-Petrov | 6 954 pts |
| 8    | Italie               | Giovanni Modena     | 6 852 pts |

| Rang | Pays                 | Athlète             | Points    |
| ---- | -------------------- | ------------------- | --------- |
| 1    | RDA                  | Barbel Muller       | 4 519 pts |
| 2    | Royaume-Uni          | Susan Mapstone      | 4 105 pts |
| 3    | Allemagne de l'Ouest | Ulrike Gohring      | 4 067 pts |
| 4    | RDA                  | Herdith Meissemann  | 4 053 pts |
| 5    | Pays-Bas             | Mirjam Van Laar     | 4 040 pts |
| 6    | Union soviétique     | Yekaterina Smirnova | 3 968 pts |
| 7    | France               | Monique Vandenheede | 3 963 pts |
| 8    | Allemagne de l'Ouest | Karin Hanel         | 3 918 pts |